# Samuel Eichelbaum

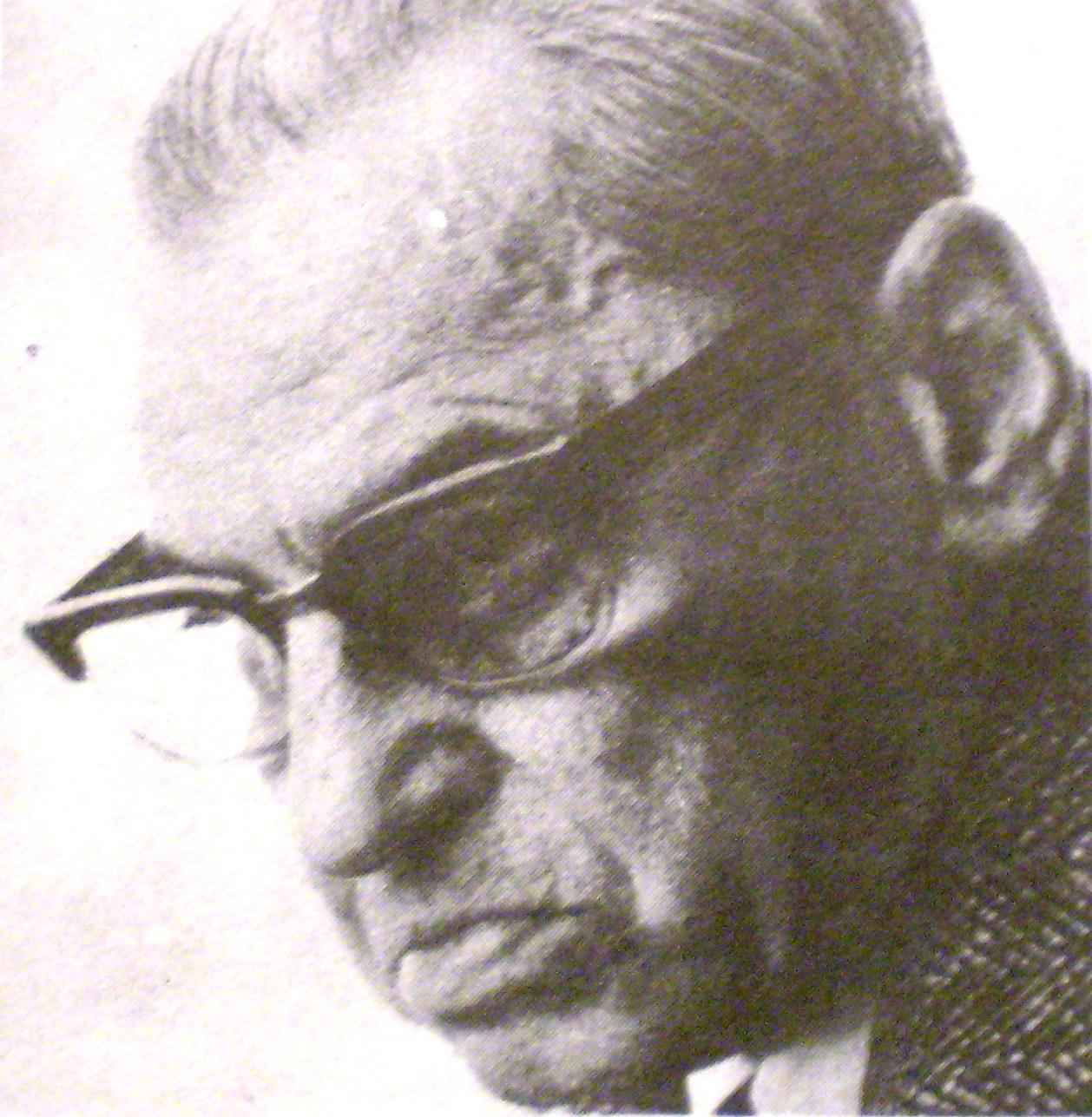
Samuel Eichelbaum

Samuel Eichelbaum (* 14. November 1894 in Villa Domínguez, Provinz Entre Ríos; † 4. Mai 1967 in Buenos Aires) war ein argentinischer Schriftsteller.
Eichelbaum entstammte einer Familie russischer Juden, die mit Hilfe von Baron Maurice de Hirsch und dessen Jewish Colonization Association 1889 nach Argentinien einwandern konnten. Um 1910 ließ sich die Familie in Buenos Aires nieder. Dort begann Eichelbaum bereits in seiner Jugend als freier Mitarbeiter bei der Zeitung „La Vanguardia“ zu arbeiten.

## Ehrungen
- 1957 Premio Nacional

## Werke (Auswahl)
Prosa
- Un monstruo en libertad. Relatos. 1925.
- Tormento de Dios. Novela. 1929.
- El viajero. Novela. 1933.

Theaterstücke
- Las aguas del mundo. 1957.
- Dos brasas. 1955.
- Un cuervo sobre el imperio. 1966.
- Gabriel el olvidado.
- Un guapo del 900. 1940.
- Nadie la conoció nunca. 1945.
- Pájaro de barro. 1940.
- Rostro perdido. 1952.
- Subsuelo. 1966.
- Un tal servando Gómez. 1942.
- Vegüenza de querer. 1941.

## Filmografie
- 1939: Una mujer de la calle
- 1946: Las tres ratas
- 1950: Arrabalera (Verfilmung seines Theaterstücks „Un tal servando Gómez“)
- 1951: El pendiente
- 1957: Dios no lo quiera (Verfilmung seines Theaterstücks „Un tal servando Gómez“)
- 1960: Der beste Mann (Un guapo del 900)